# Гіспардаг
Гіспарда́г (рос. Гиспардаг) — гірська вершина у північно-східній частині Великого Кавказу. Знаходиться на території Росії (південний Дагестан).